# Super Adventure Rockman
Súper Adventure Rockman ( スーパーアドベンチャーロックマン) es una película interactiva de videojuegos para Sega Saturn y Playstation, Saga clásica de Mega Man. Sólo fue lanzado en Japón.

## Gameplay
El juego se divide en tres episodios. Dr. Wily ha descubierto un antiguo supercomputadora extraterrestre "Ra Moon" escondido en las ruinas de la Amazonia, que se utiliza para revivir sus diferentes Robot Masters de Mega Man 2 y Mega Man 3. Las ruinas de alguna manera son capaces de dejar casi toda la maquinaria y de la electricidad en el mundo, también causar efectos nocivos en robots a través de una frecuencia de interferencia de microondas crudo e invasiva que de repente se extendió después de la activación del Ra Luna.Roll es afectada rápidamente, por lo que el Dr. Light inmuniza a Mega Man y sus hermanos, y que hace que dejen de Dr. Wily antes de que sea demasiado tarde.
El juego alterna entre escenas animadas, la toma de decisiones a partir de una lista de opciones de texto, y lucha en un modo de acción en primera persona.

## Desarrollo
El productor Keiji Inafune afirmó que Súper Adventure Rockman se desarrolló durante una época en que Capcom estaba tratando de alejarse de la serie de ventas para el mejor postor. Aunque tenía poca participación en el juego, fue asignado para acabarla, después, el líder del proyecto repentinamente renunció a su finalización. Inafune exclamó: "La regla no escrita definitiva de hacer un juego que está orientado a los niños es que usted simplemente no puede matar a nadie, pero aquí hay helicópteros militares que caen del cielo y de las personas que mueren en masa. Tendría que por lo menos todos "se salieran con seguridad" a través de paracaídas o algo así. Entonces, como si eso no fuera suficientemente malo, Roll muere ... y por si fuera poco, todo el mundo es destruido! Yo estaba como, '¿De verdad es necesario ir tan lejos?' ". Inafune...
- Datos: Q7642143